# Bảo tàng Cần Thơ

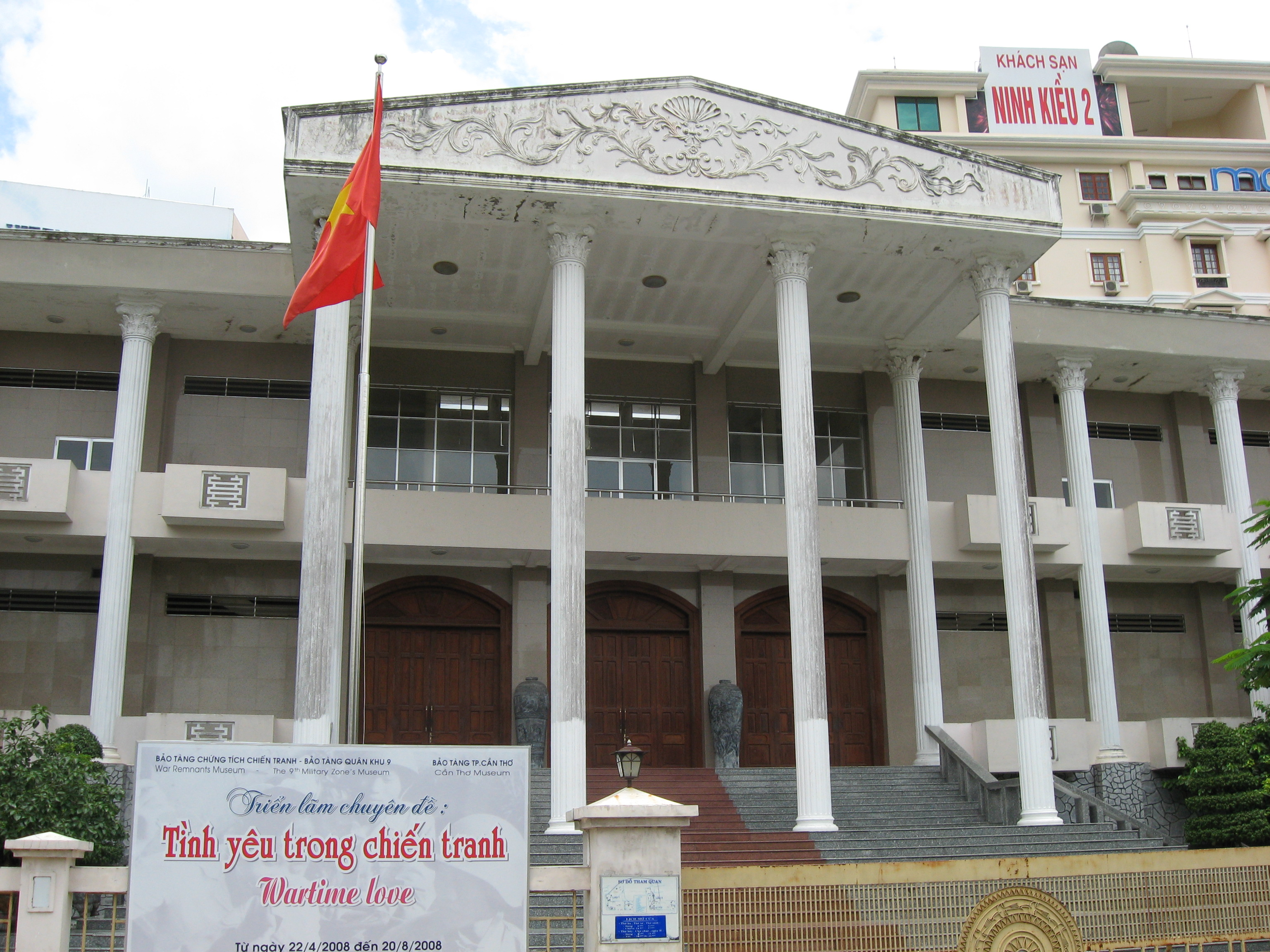
Bảo tàng Cần Thơ

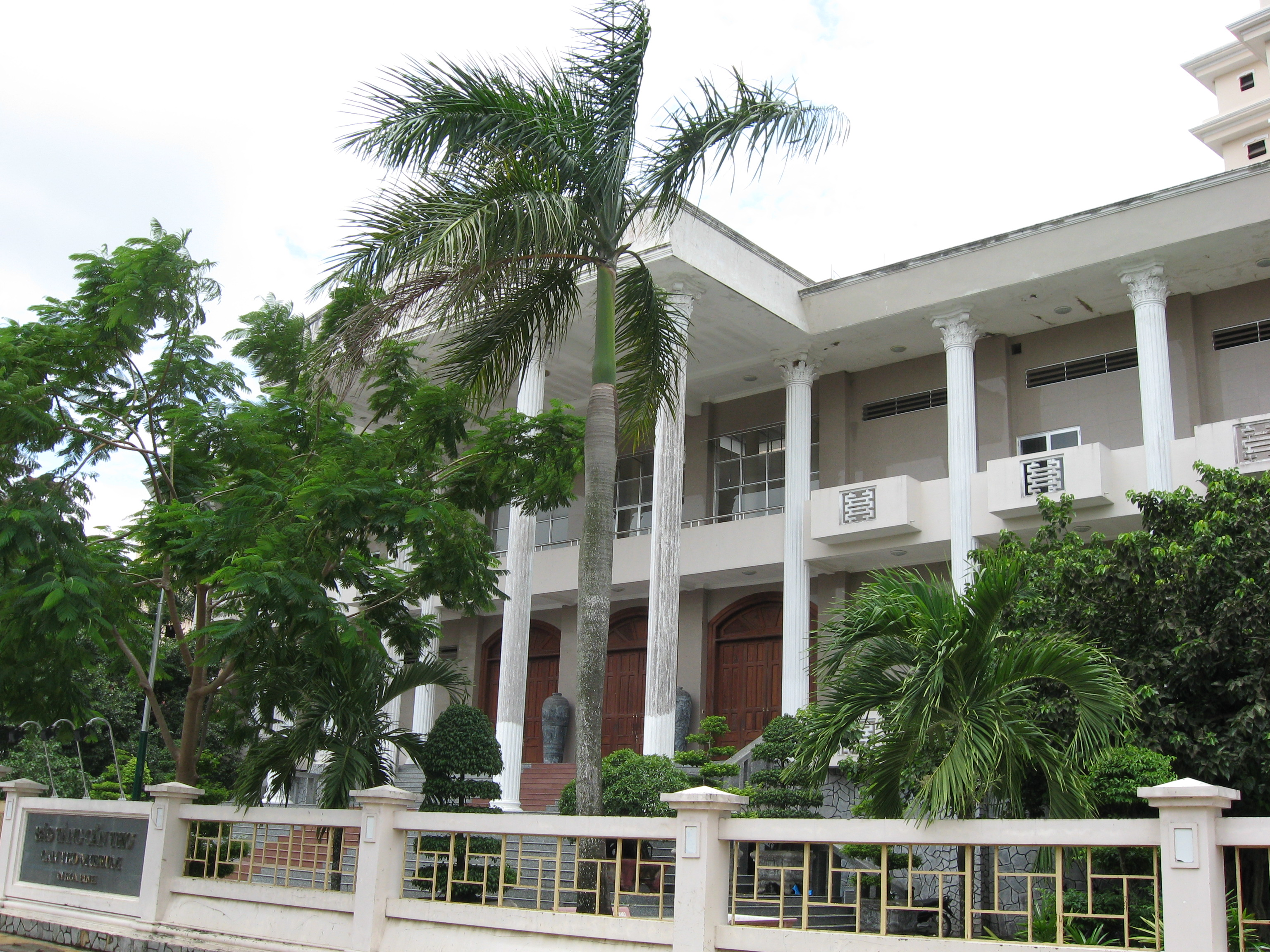
Một góc Bảo tàng Cần Thơ

Bảo tàng Cần Thơ là bảo tàng tọa lạc tại góc đường Hòa Bình và Trần Quốc Toản ở Cần Thơ, Việt Nam được thành lập vào năm 1976 và sở hữu hơn 5.000 hiện vật cùng di tích lịch sử. Bảo tàng này ghi nhận sự định cư từ thuở sơ khai của người Khmer cũng như sự đóng góp của người Minh Hương và những lớp dân cư đến sau này. Bảo tàng còn trưng bày cả mô hình và mô tả về phương tiện đường thủy của vùng đồng bằng sông Cửu Long.
Bảo tàng Cần Thơ là bảo tàng lớn nhất ở Đồng bằng sông Cửu Long với tổng diện tích bề mặt là 2.700 mét vuông.  Các cuộc triển lãm khổng lồ của bảo tàng này trình bày lịch sử của cuộc kháng chiến chống lại ách đô hộ của nước ngoài tại Cần Thơ. Triển lãm đáng chú ý khác là về văn hóa và lịch sử của khu vực. Một trong những đồ vật quyến rũ nhất được trưng bày tại bảo tàng này là một ngôi chùa có kích thước y như thật.